# Svend Aage Madsen (håndboldspiller)
 For alternative betydninger, se Svend Åge Madsen (flertydig). (Se også artikler, som begynder med Svend Åge Madsen)
Svend Aage Madsen (18. august 1919 i København – 14. april 2007 på Frederiksberg) var en dansk håndboldspiller, der som den første dansker nåede 50 landskampe. 
Svend Aage Madsen meldte sig i 1934 ind i IF Ajax sammen med flere kammerater fra sin skole, og det gav anledning til dannelsen af klubbens første juniorhold. Madsen blev hurtigt fast mand på førsteholdet, og han fik en karriere på næsten 20 år. Han vandt med klubben flere danske mesterskaber samt pokalsejre, lige som han i flere sæsoner var blandt de mest scorende i Danmarksturneringen.
På landsholdet debuterede han i 1937, og året efter kom han med til det første VM i Berlin. Det blev til i alt 59 landskampe og 188 mål.
Efter sin aktive karriere var Svend Aage Madsen engageret i såvel træning som organisatorisk arbejde i Ajax samt Københavns Håndbold Forbund (KHF). I 1960 modtog han KHF's guldnål for sin indsats. I 2006 blev han kåret som nr. 7 på listen over alle tiders bedste danske håndboldspillere.
Svend Aage Madsen var oprindeligt politiuddannet, og under anden verdenskrig måtte han i en periode gå under jorden for at undgå at blive interneret af de tyske besættelsestropper. Senere blev han forretningsfører i en sportsforretning.